# Islas Palliser
Las islas Palliser o Pallisers (del francés: Îles Palliser) son un subgrupo del grupo de las islas Tuamotu en la Polinesia Francesa. Están ubicadas en el noroeste del principal grupo de atolones.

## Atolones
El archipiélago cuenta con ocho atolones y la isla de Makatea. El atolón de Rangiroa es el más poblado, con alrededor de 3.210 habitantes.
| Atolón / isla | Residentes      | Lugar principal | Superficie (km²) |
| ------------- | --------------- | --------------- | ---------------- |
| Apataki       | 492             | Niutahi         | 20               |
| Arutua        | 725             | Rautini         | 15               |
| Fakarava      | 855             | Rotoava         | 16               |
| Kaukura       | 542             | Raitahiti       | 11               |
| Mataiva       | 237             | Pahua           | 16               |
| Rangiroa      | 3.210           | Tiputa          | 79               |
| Makatea       | 24              | Moumu           | 61               |
| Tikehau       | 407             | Tuherahera      | 20               |
| Toau          | 24              | Maragai         | 12               |
| Total         | 6.516 (en 2007) |                 | 250              |

## Administración
- Administrativamente, los atolones de Apataki y Kaukura pertenecen a la comuna de Arutua, con una población total de 1.624 habitantes (2002).
- Toau, Niau y Fakarava pertenecen a la comuna de Fakarava. La población total es de 1.511 habitantes.
- La comuna de Rangiroa consta de 3 atolones: la propia Rangiroa, Tikehau y Mataiva, y una isla independiente, Makatea. La población total es de 1.871 habitantes.

## Historia
Las islas Palliser fueron nombrados por el capitán James Cook en honor del almirante Sir Hugh Palliser, que él pensaba habría sido el primer europeo en avistarlas, el 19 y 20 de abril de 1774, aunque antes lo había hecho el neerlandés Jakob Roggeveen, en mayo de 1722, durante el viaje en que descubrió la isla de Pascua.